# عزلة بني البحري (ذمار)
عزلة بني البحري هي إحدى عزل مديرية عتمة في محافظة ذمار اليمنية ويبلغ تعداد سكانها 1809 نسمة حسب التعداد السكاني في اليمن لعام 2004.
عزلة لكمة ابو الجيش من اكبر عزل بني بحر وتقع ضمن اهم العزل لمديرية عتمه

## روابط خارجية
- الجهاز المركزي للإحصاء بالجمهورية اليمنية
- المركز الوطني للمعلومات باليمن
- World Gazetteer:Yemen